# Leonor de Velasco y la Cueva
Leonor de Velasco y la Cueva, död 1689, var en spansk hovfunktionär.
Hon var hovdam hos Maria Anna av Spanien och sedan Maria Anna av Österrike (1634–1696) från 1654. Hon var engagerad i politiken och omnämns som en ledande medlem av det pro-österrikiska Nithardpartiet vid hovet. 